# Nachal Chamat
Nachal Chamat (hebrejsky: נחל חמת) je krátké vádí v Dolní Galileji, v severním Izraeli.
Začíná na severovýchodních svazích hory Har Menor, která je severním pokračováním hřbetu Ramat Porija. Svahy jsou zde pokryté lesním komplexem Ja'ar Švejcarija (Švýcarský les). Pak vádí směřuje k severovýchodu a rychle sestupuje do příkopové propadliny Galilejského jezera. Míjí hrobku starověkého židovského učence rabiho Me'ira a ústí do Galilejského jezera cca 2 kilometry jihojihovýchodně od centra města Tiberias, v areálu termálních lázní Chamej Tverja.